# Wormsgau
Cet article concerne la Gaugrafschaft médiévale. Pour le journal historique, voir Der Wormsgau.

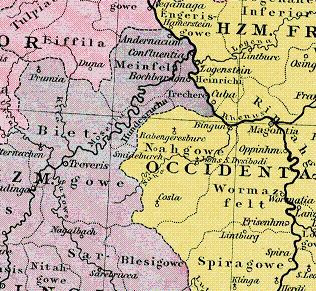
Wormsgau vers 1000

Le Wormsgau ou pagus wormatiensis (aussi Wormsfeldgau) était au Moyen Âge un comté qui non seulement s'étendait dans les environs de la ville de Worms, mais s'étendait aussi parfois loin au nord le long du Rhin jusqu'à près de Coblence : La ville de Mayence en faisait également partie, tout comme Boppard au début du IXe siècle, mais déjà perdue en 825. Au Xe siècle, le Wormsgau perdit d'autres régions du Rhin central, principalement au profit du Nahegau, notamment Ingelheim 937, Spiesheim 960, Saulheim 973 et Flonheim 996, jusqu'à ce que le Selz représente la frontière nord après la fin de ce rétrécissement. Les pertes au nord pouvaient être compensées partiellement par des gains à l'ouest, loin du Rhin, notamment dans la forêt palatine.
Le Wormsgau était l'une des possessions centrales des Saliens.

## Les comte duWormsgau

### Robertiens
1. Robert Ier de Hesbaye (722/757 attesté, † avant 764)[1] dux au Hesbaye, 741/742 comes palatinus (Comte palatin), vers 750 comte Oberrheingau et au Wormsgau, Missi dominici en Italie, ⚭ vers 730 Williswint († après 768) fonda le 12 juillet 764 l'Abbaye de Lorsch, héritière au Haut-Rhin et de Hahnheim en Hesse rhénane, héritière du comte Adalhelm.
2. Rutpert II (Rutbert II ou Hruodbertus) (770 bezeugt, † 12. Juli 807), son petit-fils[1], 795/807 comte de Worms- et Oberrheingau, 795 Seigneur à Dienheim, ⚭ I Theoderata (Tiedrada) (766/777 attesté, † avant 789), ⚭ II Isengarde, 789.
3. Rutpert III (Rutpert III) († avant 834), son fils[1], 812/830 comte de Worms- et Oberrheingau, 825 Missi dominici au Diocèse de Mayence, ⚭ vers 808 Wiltrud (Waldrada) d'Orléans, 829/834 héritière des biens à Orléans, fille du comte Hadrien et conseillère forestière de la maison de Widonides.
4. Gontran de Hesbaye, son fils[1], comte de Wormsgau 815/837.
5. Robert le Fort (X 15 septembre ou 25 juillet 866 lors de la Bataille de Brissarthe) Bruder Guntrams[1], 836-(après) 840 comte de Wormsgau, 852 abbaye de Saint-Martin-de-Marmoutier près de Tours, 853 comte de Tours, 861/866 nobilis Franciae (Franzien, Ile de France) et comte de Paris, ⚭ I inconnu, peut être Agane, ⚭ II début 864 Adelaide (Aelis) de Tours († après 866) fille du comte Hugo de Tours (Étichonides) et de la Bava, veuve du Konrad Ier, comte d'Aargau et d'Auxerre, comte de Linzgau (Welfen).
6. Megingoz I, 876 comte[2], ⚭ inconnue, sœur Rutperts IV[1].
7. Walaho IV (Werner IV) 900 comte, Walachone, ⚭ NN., fille de Rutperts III[1].

### Saliens
1. Werner V († probablement 920), Salien, comte aux Nahegau, Spiregau et Wormsgau vers 890/910, ⚭ sans nom de la maison de Conradiens.

### Conradiens
1. Konrad Kurzbold († 30 juin 948), 906/907 et 932 comte du Wormsgau, 910 comte du Niederlahngau, 927 comte d'Ahrgau, comte du Lobdengau, fonda le monastère de Saint-Georges à Limbourg-sur-la-Lahn en 910, où il fut également enterré.

### Saliens
1. Conrad le Roux († 955), fils de Werner V, comte aux Nahegau, Speyergau, Wormsgau et Niddagau, comte du Duché de Franconie, duc de la Lorraine, ⚭ vers 947 Liutgard de Sachsen (* 931, † 953) fille du roi Otto I (Ottoniens).
2. Otto „von Worms“ († 1004), son fils, comte aux Nahegau, Speyergau, Wormsgau, Elsenzgau, Kraichgau, Enzgau, Pfinzgau et Ufgau, duc de Kärnten.
3. Heinrich „von Worms“ († 989/1000) son fils, comte au Wormsgau, ⚭ Adelheid († probablement 1039/1046), sœur du duc Adalbert et Gerhard (Girardides).
4. Conrad II de Carinthie (* probablement 1003, † 1039) son neveu, comte aux Nahegau, Speyergau et Wormsgau, duc de Carinthie (1036-1039).

## Littérature
- Geschichtlicher Atlas der Rheinlande, 7. Lieferung, IV.9: Die mittelalterlichen Gaue, 2000, 1 Kartenblatt, 1 Beiheft, bearbeitet von Thomas Bauer,  (ISBN 3-7927-1818-9).